# المؤتمر الدولي للحوسبة المحمولة والشبكات
الموتمر الدولي للحوسبة المحمولة والشبكات هو مؤتمر سنوي يتم تحت رعاية واحدة من المجموعات ذات الاهتمامات الخاصة التابعة لرابطة مكائن الحوسبة. يهتم هذا المؤتمر بحلول المشاكل والتحديات في مجال الحوسبة المحمولة والشبكات اللاسلكية.

## أماكن انعقاده
- 2015: باريس، فرنسا، 07-11 سبتمبر 2015.
- 2014: ماوي، هاواي، الولايات المتحدة الأمريكية، 07-11 سبتمبر 2014.
- 2013: ميامي، فلوريدا، الولايات المتحدة الأمريكية، 30 سبتمبر - 4 أكتوبر 2013
- 2012: إسطنبول، تركيا، في أواخر أغسطس / أوائل سبتمبر 2012.
- 2011: لاس فيغاس، نيفادا، الولايات المتحدة الأمريكية، 19-23 سبتمبر 2011
- 2010: شيكاغو، إلينوي، الولايات المتحدة الأمريكية، 20-24 سبتمبر 2010
- 2009: بكين، الصين، 20-25 سبتمبر 2009
- 2008: سان فرانسيسكو، كاليفورنيا، الولايات المتحدة الأمريكية، 13-19 سبتمبر 2008
- 2007: مونتريال، كيبيك، كندا، 9-14 سبتمبر 2007
- 2006: لوس أنجلوس، كاليفورنيا، الولايات المتحدة الأمريكية، 23-29 سبتمبر 2006
- 2005: كولونيا، ألمانيا، 28 أغسطس-2 سبتمبر 2005
- 2004: فيلادلفيا، بنسلفانيا، الولايات المتحدة الأمريكية، 26 سبتمبر-1 أكتوبر 2004
- 2003: سان دييغو، كاليفورنيا، الولايات المتحدة الأمريكية، 14-19 سبتمبر 2003
- 2002: أتلانتا، جورجيا، الولايات المتحدة الأمريكية، 23-26 سبتمبر 2002
- 2001: روما، إيطاليا، 16-21 يوليو 2001
- 2000: بوسطن، ماساتشوستس، الولايات المتحدة الأمريكية، 6-11 أغسطس 2000
- 1999: سياتل، واشنطن، الولايات المتحدة الأمريكية، 15-20 أغسطس 1999
- 1998: دالاس، تكساس، الولايات المتحدة الأمريكية، 25-30 أكتوبر 1998
- 1997: بودابست، المجر، 26-30 سبتمبر 1997
- 1996: راي، نيويورك، الولايات المتحدة الأمريكية، 10-12 نوفمبر 1996
- 1995: بيركلي، كاليفورنيا، الولايات المتحدة الأمريكية، 13-15 نوفمبر 1995